# Montevitozzo
Montevitozzo è una frazione del comune italiano di Sorano, nella provincia di Grosseto, in Toscana.

## Geografia fisica
Montevitozzo è situato nell'entroterra collinare della Maremma grossetana, in un territorio noto come area del Tufo. Con i suoi 668 metri di altitudine è la località più elevata del comune di Sorano. La frazione si trova a circa 12 km dal capoluogo comunale e poco più di 80 km da Grosseto.

## Storia
Montevitozzo nacque come territorio degli Aldobrandeschi che nel 1284 venne sottomesso al comune di Orvieto. Nel XV secolo passò sotto il controllo dei Senesi, a seguito di accordi intercorsi con gli Ottieri e alla contemporanea rinuncia del comune di Orvieto alle precedenti mire espansionistiche. Successivamente, la Repubblica di Siena cedette il complesso agli Orsini di Pitigliano, che la inglobarono nella loro contea. Agli inizi del XVII secolo, Montevitozzo passò nelle mani dei Medici, i quali lo cedettero alla famiglia Barbolani di Montauto, elevandolo al titolo di marchesato. Con il passaggio nel Granducato di Toscana fu annesso al comune di Sorano.

## Monumenti e luoghi d'interesse

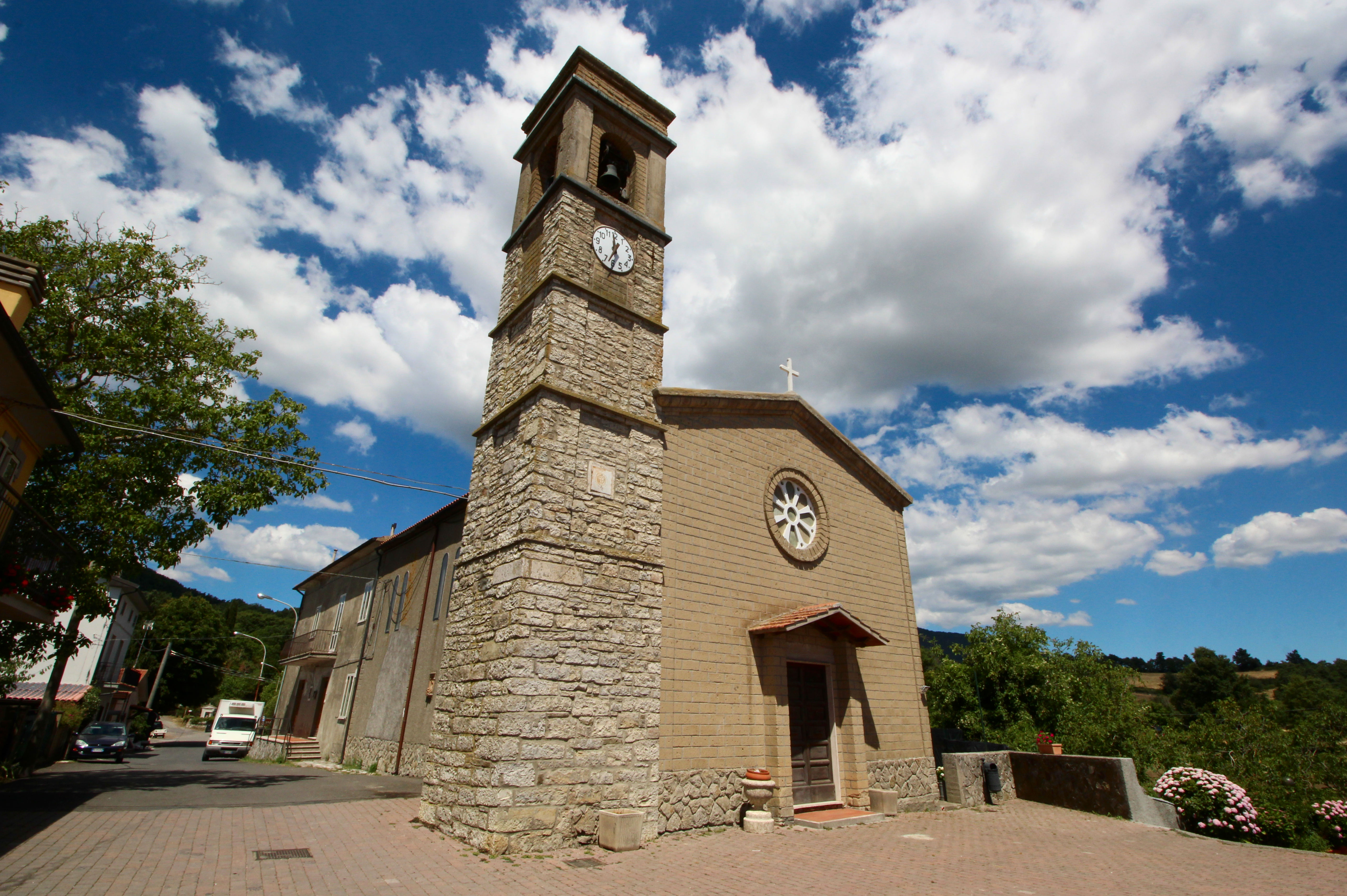
La chiesa di San Giacomo

### Architetture religiose
- Chiesa di San Giacomo Maggiore Apostolo, chiesa parrocchiale della frazione: risale al medioevo e nel privilegio del 1188 è ricordata come cappella intitolata alla Santa Croce. Ricostruita nel corso del XVII secolo, si presenta oggi spoglia di particolarità artistiche, in quanto rifatta tra gli anni sessanta e settanta del XX secolo.

- Chiesa dell'Immacolata Concezione: piccolo edificio religioso, si presenta come una cappella rurale con facciata a capanna e rosone centrale.

- Cappella di Sant'Antonio Abate: piccola cappella situata in località Marcelli.

### Architetture civili
- Villa Orsini: villa fortificata di epoca rinascimentale, si trova nella piazza principale del paese e, seppur modificata, conserva alcuni elementi stilistici originari.

### Architetture militari
- Rocca di Montevitozzo: conosciuta come la Roccaccia, fu costruita nel medioevo dagli Aldobrandeschi e nel corso dei secoli è stata contesa dagli Ottieri, da Orvieto, dai senesi e infine dagli Orsini. Si presenta oggi sotto forma di ruderi.

## Società

### Evoluzione demografica
Quella che segue è l'evoluzione demografica della frazione di Montevitozzo. Sono indicati gli abitanti dell'intera frazione e, dove è possibile, la cifra riferita al solo capoluogo di frazione. Dal 1991 sono contati da ISTAT solamente gli abitanti del centro abitato, non della frazione.
| Anno | Abitanti | Abitanti       |
| Anno | Frazione | Centro abitato |
| ---- | -------- | -------------- |
| 1745 | 272      | -              |
| 1833 | 304      | -              |
| 1845 | 396      | -              |
| 1921 | 657      | -              |
| 1931 | 615      | -              |
| 1961 | 532      | 170            |
| 1981 | 349      | 113            |
| 2001 | -        | 106            |
| 2011 | -        | 114            |

## Geografia antropica
Il territorio della frazione è composto da un centro abitato principale, il paese di Montevitozzo (668 m s.l.m., 114 abitanti), e da varie località minori che vertono su di esso: Casa della Fonte (662 m s.l.m., 16 ab.), Casella (649 m s.l.m., 13 ab.), Cerretino (640 m s.l.m., 61 ab.), Le Cappannelle (675 m s.l.m., 31 ab.), Le Porcarecce (666 m s.l.m., 29 ab.), Il Poggio (686 m s.l.m., 24 ab.), Ronzinami (633 m s.l.m., 13 ab.), le case sparse  di Greppo della Lisa, Il Poggetto e Marcelli.